# Kotoriba
Kotoriba je vesnice a opčina v Mezimuřské župě v Chorvatsku. V roce 2001 zde žilo 3 333 obyvatel. Opčinu tvoří jediné sídlo – Kotoriba. Leží u hranic s Maďarskem. Prochází tudy železniční trať, která je nejstarší na území Chorvatska.